# Herb Olpe (Nadrenia Północna-Westfalia)

Herb Olpe (Nadrenia Północna-Westfalia)

Herb Olpe stanowi w polu czerwonym siedzącą na białym koniu postać świętego Marcina prawą ręką przecinającego swój biały (srebrny) płaszcz takimż ostrzem. Koń z uniesioną prawą, przednią nogą stąpa po zielonej trawie w heraldycznie prawą stronę. święty Marcin w niebieskiej rycerskim stroju odwraca się w stronę lewą. Przy tylnej części konia klęczy, zwrócony w prawą stronę, półnagi żebrak z rękoma uniesionymi do góry. Wokół głowy świętego złoty nimb. Włosy świętego i żebraka, kopyta konia, uzda, siodło, rękojeść miecza takież. Widoczne elementy ciała obu osób w kolorze naturalnym. W górnym lewym rogu czarny krzyż na białym tle. 
Olpe otrzymało prawa miejskie w 1311 r. z rąk biskupów Kolonii Patronem miasta był wtedy święty Jakub zastąpiony wkrótce przez świętego Marcina. Scena oddania połowy płaszcza widniała na pieczęci miejskiej już w 1360 r. Dla uczczenia 600-lecia miasta 6 czerwca 1911 r. nadany został herb w obecnym kształcie. Dodano wtedy czarny krzyż jako symbol dawnej przynależności do władców Kolonii. Po reorganizacji miasta z 1969 r. 2 października 1970 r. nastąpiło ponowne przyjęcie herbu.